# Аюб Калуле
Аюб Калуле (англ. Ayub Kalule; 6 січня 1954) — угандійський боксер, чемпіон світу з боксу серед любителів (1974) та чемпіон світу серед професіоналів за версією Всесвітньої боксерської асоціації WBA (1979–1981).

## Біографія
Народився 6 січня 1954 року в автономному реґіоні Буганда, в родині колишнього боксера місцевого рівня. Заняття боксом розпочав у 5-у класі. У 17-річному віці вийшов на національний рівень, був прийнятий до спортивного клубу «Kampala City Bombers» (Кампала).
У 1972–1975 роках виступав на любительському ринзі, здобувши низку титулів.
У 1975 році переїхав до Данії.
З 1975 по 1986 роки виступав у професійному боксі, вигравав пояси чемпіона світу за версією WBA та чемпіона Європи за версією EBU.
У 1993 році переїхав до Кенії, займався інвестиціями у бізнес-проекти, але збанкрутував і повернувся в Уганду.

## Любительська кар'єра
У 1972 році завоював титул чемпіона Африки у першій напівсередній вазі серед боксерів віком до 19 років, а у 1973 році став бронзовим призером Всеафриканських ігор у Лагосі (Нігерія).
1974 рік став чи не найвдалішим у любительській кар'єрі А. Калуле. У січні від став переможцем Ігор Співдружності у Новій Зеландії, у серпні на першому Чемпіонаті світу з боксу в Гавані став чемпіоном світу у першій напівсередній вазі (до 63.5 кг), перемігши у фінальному двобої болгарина Владіміра Колєва. А у листопаді він став ще й чемпіоном Африки.
У 1975 році Аюб Калуле прийняв пропозицію данського промоутера Могенса Палле й переїхав до Данії. Того ж року став переможцем на Кубку Європи.

## Кар'єра професіонала
Оскільки Уганда бойкотувала учать в Олімпійських іграх 1976 року, Аюб Калуле вирішив переути до професійного боксу.
Дебютний поєдинок у професійному боксі провів 8 квітня 1976 року, перемігши у Копенгагені німця Курта Гомбаха. До кінця року отримав ще 4 перемоги.
Протягом 1977–1979 років Калуле стрімко підвищував свій рейтинг. Врешті 24 жовтня 1979 року у Токіо він зустрівся у чемпіонському двобої з японцем Масаші Кудо. Провівши всі 15 раундів, за одностайним рішенням суддів Аюб Калуле став чемпіоном світу за версією WBA у першій середній вазі.
Чотири рази захищав він свій чемпіонський титул, аж допоки 25 червня 1981 року не зустрівся з американцем Шуґар Рей Леонардом. У 9 раунді двобою за незначної переваги Леонарда рефері зупинив поєдинок після сумнівного нокауту.
Влітку 1982 року Аюб Калуле одержав можливість вдруге посперечатись за звання чемпіона світу за версією WBA, проте у поєдинку з американцем Дейві Муром програв технічним нокаутом наприкінці 10 раунду.
Наступний поєдинок Калуле також програв боксеру з Ямайки Майку Маккаллуму, після чого на півтора року залишив ринг.
Після повернення у 1984 році отримав кілька перемог, у тому числі над майбутнім чемпіоном світу Лінделлом Голмсом (США).
У червні 1986 року Аюб Калуле виборов пояс чемпіона Європи (EBU), захистив його у поєдинку з майбутнім чемпіоном світу Сумбу Каламбаєм (Італія).
5 лютого 1986 року, захищаючи титут чемпіона Європи проти британця Герола Грема, Калуле поступився й назавжди пішов з професійного боксу.